# Transicions quàntiques de Hall
Les transicions quàntiques de Hall són les transicions de fase quàntica que es produeixen entre diferents fases electròniques robustament quantificades de l'efecte Hall quàntic. La quantificació robusta d'aquestes fases electròniques es deu a la forta localització dels electrons en el seu potencial bidimensional desordenat. Però, a la transició quàntica de Hall, el gas d'electrons es deslocalitza com es pot observar al laboratori. Aquest fenomen s'entén en el llenguatge de la teoria de camps topològics. Aquí, un angle de buit (o "angle theta") distingeix entre sectors topològicament diferents al buit. Aquests sectors topològics corresponen a les fases robustament quantificades. Aleshores, les transicions quàntiques de Hall es poden entendre observant les excitacions topològiques (instantons) que es produeixen entre aquestes fases.

## Perspectiva històrica
Just després de les primeres mesures de l'efecte Hall quàntic el 1980, els físics es van preguntar com els electrons fortament localitzats en el potencial desordenat eren capaços de deslocalitzar-se en les seves transicions de fase. En aquell moment, la teoria de camp de la localització d'Anderson encara no incloïa un angle topològic i, per tant, va predir que: "per a qualsevol quantitat donada de desordre, tots els estats en dues dimensions estan localitzats". Un resultat que era irreconciliable amb les observacions sobre la deslocalització. Sense conèixer la solució d'aquest problema, els físics van recórrer a una imatge semiclàssica d'electrons localitzats que, donada una certa energia, podien filtrar-se a través del desordre. Aquest mecanisme de percolació era el que suposava deslocalitzar els electrons
Com a resultat d'aquesta idea semi-clàssica, es van fer molts càlculs numèrics basats en la imatge de percolació. A més de la transició de fase de percolació clàssica, es va incloure el túnel quàntic a les simulacions per ordinador per calcular l'exponent crític de la "transició de fase de percolació semiclàssica". Per comparar aquest resultat amb l'exponent crític mesurat, es va utilitzar l'aproximació Fermi-líquid, on es suposa que les interaccions de Coulomb entre electrons són finites. Sota aquesta hipòtesi, l'estat fonamental del gas d'electrons lliures es pot transformar adiabàticament en l'estat fonamental del sistema d'interacció i això dóna lloc a una longitud de dispersió inelàstica de manera que l'exponent de longitud de correlació canònica es pot comparar amb l'exponent crític mesurat.
Però, a la transició de fase quàntica, les longituds de localització dels electrons esdevenen infinites (és a dir, es deslocalitzen) i això compromet l'assumpció Fermi-líquid d'un gas d'electrons inherentment lliure (on els electrons individuals han de ser ben distingits). Per tant, la transició quàntica de Hall no estarà a la classe d'universalitat Fermi-líquid, sinó a la classe d'universalitat 'F-invariant' que té un valor diferent per a l'exponent crític. Per tant, la imatge de percolació semiclàssica de la transició quàntica de Hall està obsoleta (si bé encara s'usa àmpliament) i hem d'entendre el mecanisme de deslocalització com un efecte instanton.

## Trastorn a la mostra
El desordre aleatori en el paisatge potencial del gas electrònic bidimensional té un paper clau en l'observació dels sectors topològics i els seus instantons (transicions de fase). A causa del desordre, els electrons estan localitzats i, per tant, no poden fluir a través de la mostra. Però si considerem un bucle al voltant d'un electró 2D localitzat, podem notar que el corrent encara és capaç de fluir en la direcció al voltant d'aquest bucle. Aquest corrent és capaç de renormalitzar-se a escales més grans i, finalment, es converteix en el corrent Hall que gira al llarg de la vora de la mostra. Un sector topològic correspon a un nombre sencer de rotacions i ara és visible macroscòpicament, en el comportament robustament quantificat del corrent Hall mesurable. Si els electrons no estiguessin prou localitzats, aquesta mesura es veuria difuminada pel flux habitual de corrent a través de la mostra.
Per a les observacions subtils sobre transicions de fase, és important que el trastorn sigui del tipus correcte. La naturalesa aleatòria del paisatge potencial hauria de ser evident a una escala prou menor que la mida de la mostra per tal de distingir clarament les diferents fases del sistema. Aquestes fases només són observables pel principi d'emergència, de manera que la diferència entre escales autosimilars ha de ser de múltiples ordres de magnitud perquè l'exponent crític estigui ben definit. Al costat oposat, quan la longitud de la correlació del trastorn és massa petita, els estats no estan prou localitzats per observar-los deslocalitzar.

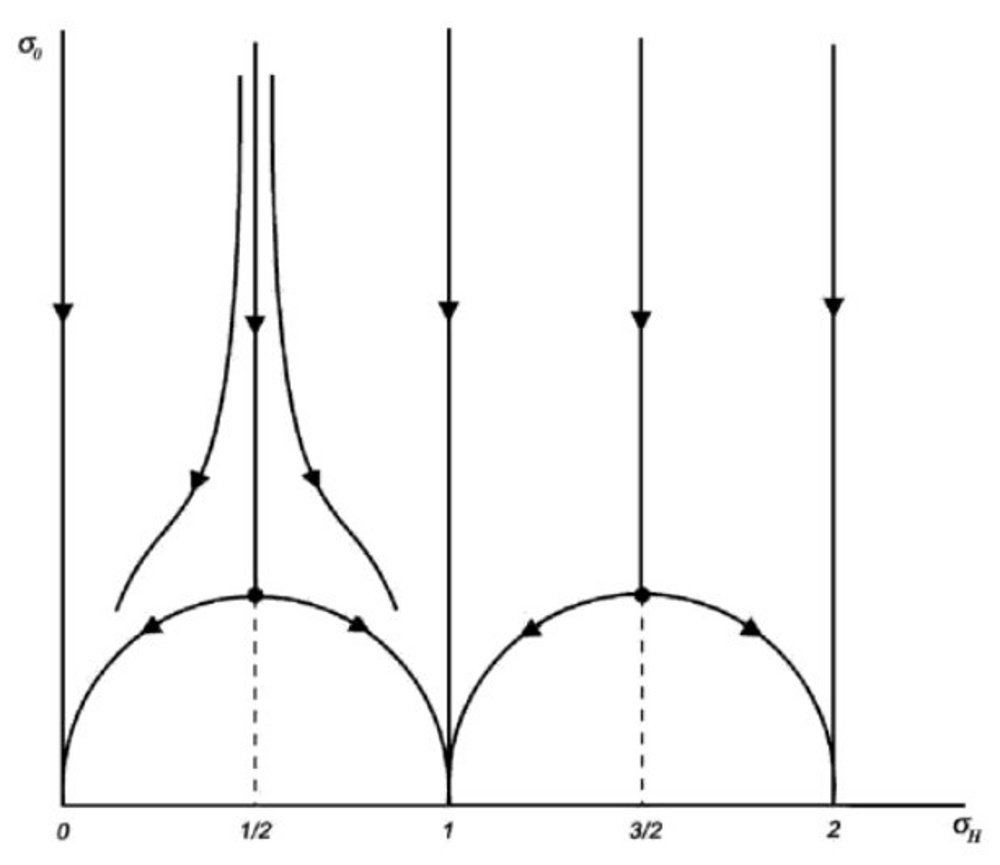
Escalat de les conductivitats longitudinal i Hall en un diagrama de flux de grup de renormalització de l'efecte Hall quàntic

## Diagrama de flux del grup de renormalització
Sobre la base de la teoria de grups de renormalització del buit instantònic es pot formar un diagrama de flux general on els sectors topològics es representen per punts fixos atractius. En escalar el sistema efectiu a mides més grans, el sistema generalment flueix a una fase estable en un d'aquests punts i, com podem veure al diagrama de flux de la dreta, la conductivitat longitudinal s'esvairà i la conductivitat de Hall pren un valor quantificat. Si comencem amb una conductivitat de Hall que es troba a mig camí entre dos punts atractius, acabaríem en la transició de fase entre sectors topològics. Mentre la simetria no es trenqui, la conductivitat longitudinal no s'esvaeix i fins i tot pot augmentar quan s'escala a una mida més gran del sistema. En el diagrama de flux, veiem punts fixos que són repulsius en la direcció del corrent Hall i atractius en la direcció del corrent longitudinal. El més interessant és apropar-se a aquests punts de cadira fixa el més a prop possible i mesurar el comportament (universal) de les transicions de Hall quàntiques.

## Súper universalitat
Si es reescala el sistema, el canvi de conductivitat només depèn de la distància entre un punt de muntatge fix i la conductivitat. Aleshores, el comportament d'escala a prop de les transicions quàntiques de Hall és universal i diferents mostres de Hall quàntiques donaran els mateixos resultats d'escala. Però, en estudiar teòricament les transicions quàntiques de Hall, s'ha trobat que molts sistemes diferents que es troben en diferents classes d'universalitat comparteixen una estructura de punt fix superuniversal. Això vol dir que molts sistemes diferents que es troben en diferents classes d'universalitat encara comparteixen la mateixa estructura de punt fix. Tots tenen sectors topològics estables i també comparteixen altres característiques superuniversals. Que aquestes característiques siguin superuniversals es deu a la naturalesa fonamental de l'angle de buit que regeix el comportament d'escala dels sistemes. L'angle de buit topològic es pot construir en qualsevol teoria quàntica de camps, però només en les circumstàncies adequades es poden observar les seves característiques. L'angle del buit també apareix en la cromodinàmica quàntica i podria haver estat important en la formació de l'univers primerenc.